# Бриджес, Рой Данбард
Рой Данбард Бриджес (англ. Roy Dubard Bridges, Jr. ; родился 19 июля 1943 года), Атланта, штат Джорджия, американский, астронавт НАСА. Генерал-майор ВВС США (на 1996 год). Участник одного полёта на «шаттле» —
Челленджер — STS-51-F, провёл в космосе 7 суток 22 часа 46 минут 21 секунду.

## Ранние годы, образование
Родился 19 июля 1943 года в городе Атланта, штат Джорджия. Окончил школу в 1961 год в городе Гейнсвилл, штат Флорида, был активным участником движения «Бойскауты Америки». Получил степень бакалавра (1965) технических наук в Военно-Воздушной Академии США и степень магистра (1966) по астронавтике в Университете Пердью.

## Военная служба
- Окончил Школу лётчиков-испытателей ВВС США (USAF Test Pilot School). Прошёл обучение в Школе основной специальной подготовки (The Basic School — TBS) и на Курсах подготовки офицеров пехоты (Infantry Officers Course — IOC) в Куантико (Quantico), штат Вирджиния (Virginia). После начальной лётной подготовки на базе в Пенсакола (Pensacola), штат Флорида, прошёл дополнительную подготовку на базе Бивиль (Beeville) в Техасе.
- Участвовал в войне во Вьетнаме, совершил более 226 боевых вылетов[4].
- Был командиром 412-го испытательного авиакрыла (412th Test Wing) на авиабазе Эдвардс (Edwards AFB) в Калифорнии.
- Командовал Восточным Ракетно-космическим Центром (Eastern Space and Missile Center) на авиабазе Пэтрик (Patrick AFB) во Флориде.
- Был заместителем по испытаниям и ресурсам Начальника штаба Командования систем вооружения ВВС (Air Force Systems Command) на авиабазе Эндрюс (Andrews AFB), штат Мэриленд.
- Командовал лётно-испытательным Центром ВВС (Air Force Flight Test Center) на авиабазе Эдвардс (Edwards AFB) в Калифорнии.
- 1993 год — июнь — по июль 1996 года служил начальником управления определения потребностей в штаб-квартире командования материально-технического обеспечения ВВС на авиабазе Райт-Паттерсон[англ.] (Wright-Patterson AFB), штат Огайо.

В 1996 году вышел в отставку в звании генерал-майора ВВС США.

## Космическая подготовка
В 1977 году Рой Бриджес стал одним из 208 кандидатов в астронавты, финалистом 8-го набора НАСА и его вызвали в Космический центр имени Линдона Джонсона на недельное медицинское обследование и собеседование. В 1980 году он вошёл в 9-й набор астронавтов НАСА и начал проходить общекосмическую подготовку в Космическом центре им. Джонсона, по окончании которой в 1981 году получил квалификацию «пилот шаттла» и назначение в Отдел астронавтов НАСА.

## Полёты в космос
Его первый и единственный полёт прошёл на шаттле Челленджер по программе STS-51-F в качестве пилота с 29 июля по 6 августа 1985 года. Продолжительность полёта шаттла — 7 суток 22 часа 46 минут 21 секунда.

## Профессиональная деятельность
- 1986 год — июнь — ушёл из отряда астронавтов, покинул НАСА, продолжил службу в ВВС на командных должностях.
- 1997 год — март — назначен директором Космического центра имени Кеннеди[6].
- 2002 год — июль — был переведён во вновь созданную категорию астронавтов-менеджеров.
- 2003 год — август — назначен директором Исследовательского центра имени Лэнгли.
- 2005 год — октябрь — окончательно покинул отряд астронавтов и НАСА, планируя заняться частным бизнесом.

Занимает пост директора Космической и научной службы в Northrop Grumman.

## Общественная деятельность
Член Совета Директоров американского отделения Ассоциации исследователей космоса (The Association of Space Explorers).

## Награды и премии
- Медаль «За Выдающиеся заслуги» (США).
- Медаль «За отличную службу» (США).
- Орден «Легион почёта».
- Крест лётных заслуг (США).
- Медаль похвальной службы (США).
- Воздушная медаль (США).
- «Медаль воздушные силы США».
- Медаль «За выдающееся лидерство» НАСА.
- Медаль «За космический полёт» НАСА.

## Личная жизнь
Жена — Бенита Луиза Эллбо (Benita Louise Allbaugh). У них двое взрослых детей. Увлечения: бег трусцой, походы, полёты.